# Чорна (Хохкирх)
Чо́рна или Чо́рнёв (нем. Zschorna; в.-луж. Čornjowо файле) — деревня в Верхней Лужице, Германия. Входит в состав коммуны Хохкирх района Баутцен в земле Саксония. Подчиняется административному округу Дрезден.

## География
Располагается примерно в четырёх километрах на северо-запад от административного центра коммуны Хохкирх.
Соседние населённые пункты: на севере — деревня Луск (входит в городские границы Вайсенберга), на юго-востоке — деревня Шпикалы, на юге — деревня Вуезд и на юго-западе — деревня Колваз.

## История
Впервые упоминается в 1381 году под наименованием Czornaw.
До 1977 года входила в коммуну Кляйнчорна, с 1977 по 1994 года — в коммуну Котиц. С 1994 года входит в современную коммуну Хохкирх.
В настоящее время деревня входит в состав культурно-территориальной автономии «Лужицкая поселенческая область», на территории которой действуют законодательные акты земель Саксонии и Бранденбурга, содействующие сохранению лужицких языков и культуры лужичан.
Исторические немецкие наименования
- Czornaw, 1381
- Czornum, 1419
- Zcorn, 1448
- Czerne, 1478
- Czerna, 1517
- Czorna, 1519
- Czscherne, 1557
- Tscharne, 1562
- Tzornn, 1572
- Tzschorna, 1618
- Zschorna, 1730
- Zschorna b. Löbau, 1875

## Население
Официальным языком в населённом пункте, помимо немецкого, является также верхнелужицкий язык.
Согласно статистическому сочинению «Dodawki k statisticy a etnografiji łužickich Serbow» Арношта Муки в 1884 году в деревне проживало 189 человек (из них — 167 серболужичан (88 %)).
Лужицкий демограф Арношт Черник в своём сочинении «Die Entwicklung der sorbischen Bevölkerung» указывает, что в 1956 году при общей численности в 377 человек серболужицкое население деревни составляло 62,3 % (из них верхнелужицким языком владело 82 взрослых и 37 несовершеннолетних).
| 1834 | 1871 | 1890 | 1910 | 1925 | 1939 | 1946 | 1950 | 1964 |
| ---- | ---- | ---- | ---- | ---- | ---- | ---- | ---- | ---- |
| 186  | 203  | 146  | 169  | 154  | 184  | 218  | 219  | 211  |

## Известные жители и уроженцы
- Корла Август Енч (1828—1895) — серболужицкий писатель, филолог, библиограф и общественный деятель